# Kew East (Victoria)
Kew East (également appelé East Kew) est une banlieue de Melbourne, Australie situé au nord-est du centre-ville.